# 마약 카르텔
마약 카르텔(痲藥cartel, drug cartel)은 불법 마약 거래를 지배하고 이익을 증대시키기 위해 서로 공모하는 독립적인 마약왕들로 구성된 범죄 조직이다. 마약 카르텔은 불법 마약 거래의 공급을 통제하고 가격을 높은 수준으로 유지하기 위해 형성된다. 마약 카르텔의 형성은 라틴아메리카 국가들에서 흔히 볼 수 있다. 여러 마약 카르텔 간의 경쟁 관계로 인해 서로 영역 다툼을 벌이게 된다.
마약 카르텔의 기본 구조는 다음과 같다:
- 팰컨(falcons): '거리의 눈과 귀'로 여겨지는 '매'는 모든 마약 카르텔에서 가장 낮은 계급이다. 이들은 정찰병으로, 경찰, 군대, 경쟁 집단의 활동을 보고하는 등의 정찰 임무를 수행한다.[1]
- 히트맨(hitmans): 마약 카르텔 내의 무장 집단으로, 암살, 납치, 절도, 갈취를 수행하고, 보호금 갈취 조직을 운영하며, 경쟁 집단과 군대로부터 자신들의 '플라자'(영역)를 방어하는 책임을 진다.[2][3]
- 루테넌트(lieutenants): 마약 카르텔 조직에서 두 번째로 높은 직위로, 자신의 영역 내의 히트맨과 팰컨을 감독하는 책임을 진다. 이들은 상관의 허가 없이 저명도의 살인을 수행할 수 있다.[4]
- 마약왕(drug lords): 모든 마약 카르텔에서 가장 높은 직위로, 전체 마약 산업을 감독하고, 영역 지도자를 임명하며, 동맹을 맺고, 추가로 세간의 이목을 끄는 살인을 계획하는 책임을 진다.[5]

마약 카르텔 내에는 다른 운영 집단들도 있다. 예를 들어, 마약 생산자와 공급자는 기본 구조에서는 고려되지 않지만, 밀수업자, 유통업자, 판매 대리인, 회계사, 자금 세탁업자와 함께 모든 마약 카르텔의 중요한 운영자들이다. 또한, 무기 공급자들은 완전히 다른 영역에서 활동한다; 이들은 기술적으로 카르텔 물류의 일부로 간주되지 않는다.